# Nyandeni
Nyandeni est une municipalité locale située dans le district d'OR Tambo, dans la province du Cap oriental, en Afrique du Sud. En 2011, sa population est de 290 390 habitants.

## Source
- (en) Cet article est partiellement ou en totalité issu de l’article de Wikipédia en anglais intitulé « Nyandeni Local Municipality » (voir la liste des auteurs).